# Mendoza pulchra
Mendoza pulchra – gatunek pająka z rodziny skakunowatych.
Gatunek ten został opisany w 1976 roku przez Jerzego Prószyńskiego jako Marpissa pulchra. W 1999 roku umieszczony został przez Logunowa w rodzaju Mendoza.
Samce tego pająka osiągają 2,53 mm długości i od 1,7 mm szerokości prosomy oraz 3,45 mm długości i 1,4 mm szerokości opistosomy. U samic wymiary prosomy to od 2,88 do 3 mm długości i od 1,95 do 2,05 mm szerokości, a opistosomy 5,3 mm długości i 2,15 mm szerokości. Samiec ma na ciemnobrązowym karapaksie dwie białe kropki położone za czarną okolicą oczną, ciemnobrązowe szczękoczułki i sternum, ciemnobrązowe odnóża z żółtawymi stopami, brązowe z żółtymi brzegami szczęki i wargę dolną oraz brązową ze złocistym połyskiem opistosomę, na której wierzchu znajdują się cztery pary kropek z białych włosków. Apofizy goleniowe na nogogłaszczkach z małym ząbkiem przed szczytem. Brązowy z czarnym polem ocznym karapaks samicy pokrywają białe włoski. Opistosoma samicy z wierzchu szara z podłużnym, szerokim białym pasem i czterema parami czarnych kropek, po bokach żółta, pod spodem z szeroką, podłużną przepaską brązową i dwiema żółtymi liniami cienkimi. Odnóża pierwszej pary u samicy brązowe z żółtymi stopami i przedstopiami, pozostałych par żółte z brązowawymi częściami stóp.
Gatunek wschodniopalearktyczny, znany z Japonii, Rosji, Chin i Korei.